# Phacodes bellus
Phacodes bellus är en skalbaggsart som beskrevs av Blackburn 1891. Phacodes bellus ingår i släktet Phacodes och familjen långhorningar. Inga underarter finns listade i Catalogue of Life.